# Крст на Бараници
Крст на Бараници налази се на највишем узвишењу изнад Баранице, тачније изнад чесме на Бараници. Бараница је локалитет у општини Књажевац који се налаз на десној обали Трговишког Тимока. Данас је оно једно од омиљених излетишта Књажевца.
Димензије су око 250 cm висине и 160 cm ширине. Испод самог крста налази се плоча на којој је написано “У Име Оца и Сина и Светога Духа и у Славу и Част Светог Димитрија Солунског Подигоше овај Крст Планинари Планинарског Друштва Бабин Зуб из Књажевца са донаторима да их штити  и чува лета господњег 2011”

## Историјат
На овом месту постављен је 2011. године. Њега су поставили људи из Планинарског друштва “Бабин зуб”. Овај крст посвећен је Светом Димитрију Солунском. Дана 18. маја 2011. свечано је крст постављен на место на којем се и дан данас налази. Крст се најпре налазио уз сам Трговишки Тимок. Идеју овог планинарског друштва подржао је и врх Српске Православне Цркве.